# Theo Wharton
Theo Jay Wharton (* 15. November 1994 in Cwmbran) ist ein walisischer Fußballspieler der auch die Staatsbürgerschaft von St. Kitts und Nevis besitzt.

## Karriere

### Verein
Er begann seine Karriere in der Jugend von Cardiff City, zur Saison 2013/14 wechselte er von der U18 in die U23 wo er weitere Jahre spielen sollte, im Pokal kam er in der ersten Mannschaft zum Einsatz. Im März 2017 folgte eine kurze Leihe an Weston-super-Mare. Ab der Spielzeit 2017/18 war er bei York City aktiv. Im Dezember 2017 ging es per Leihe für einen Monat nach Tamworth. Nach dem Saisonende verließ er York ablösefrei und schloss sich Nuneaton Borough an. Im Januar 2019 wechselte er zum FC Hereford, wo er für den Rest der Spielzeit aktiv war. Seit Januar 2020 ist er Mitglied der Mannschaft von Barry Town.

### Nationalmannschaft
Er vertrat sowohl auf U19- als auch auf U21-Ebene die Auswahl von Wales. So hatte er sogar einen kurzen Einsatz während der Qualifikation für die U21-Europameisterschaft am 9. September 2014 gegen Litauen.
Jedoch wurde er kein Mitglied der A-Mannschaft, sondern lief fortan für die Auswahl von St. Kitts und Nevis auf. Sein erster Einsatz war dabei während der Qualifikation für die Karibikmeisterschaft 2017 am 13. November 2016. Bei der 0:2-Niederlage nach Verlängerung gegen Haiti stand er in der Startelf und erhielt in der 104. Minute eine gelbe Karte. Seitdem kommt er bis heute immer wieder zum Einsatz.